# Adidas Grand Prix 2011
Adidas Grand Prix 2011 – mityng lekkoatletyczny, który odbył się 11 czerwca w Nowym Jorku. Zawody był kolejną odsłoną prestiżowej Diamentowej Ligi.
Uzyskiwanie wartościowych rezultatów utrudniały warunki atmosferyczne – deszcz oraz silny, przeważnie przeciwny, wiatr.

## Rezultaty

### Mężczyźni
| Konkurencja:               | 1. miejsce        | Rezultat | 2. miejsce        | Rezultat | 3. miejsce           | Rezultat |
| Bieg na 100 m              | Steve Mullings    | 10,26    | Tyson Gay         | 10,26    | Keston Bledman       | 10,33    |
| Bieg na 400 m              | Jeremy Wariner    | 45,13    | Jermaine Gonzales | 45,16    | Rondell Bartholomew  | 45,17    |
| Bieg na 800 m              | Alfred Kirwa Yego | 1:46,57  | Mbulaeni Mulaudzi | 1:46,68  | Boaz Kiplagat Lalang | 1:46,75  |
| Bieg na 5000 m             | Dejen Gebremeskel | 13:05,22 | Bernard Lagat     | 13:05,46 | Tariku Bekele        | 13:06,06 |
| Bieg na 400 m przez płotki | Javier Culson     | 48,50    | Bershawn Jackson  | 48,55    | David Greene         | 49,07    |
| Skok o tyczce              | Romain Mesnil     | 5,52     | Brad Walker       | 5,52     | Jérôme Clavier       | 5,42     |
| Trójskok                   | Phillips Idowu    | 16,67    | Christian Olsson  | 16,29    | Leevan Sands         | 16,28    |

### Kobiety
| Konkurencja:                  | 1. miejsce              | Rezultat | 2. miejsce          | Rezultat | 3. miejsce                     | Rezultat |
| Bieg na 100 m                 | Marshevet Myers         | 11,36    | Murielle Ahouré     | 11,55    | Gloria Asumnu                  | 11,57    |
| Bieg na 200 m                 | Allyson Felix           | 22,92    | Bianca Knight       | 22,96    | Shalonda Solomon               | 23,03    |
| Bieg na 400 m                 | Kaliese Spencer         | 50,98    | Rosemarie Whyte     | 51,54    | Deedee Trotter                 | 51,87    |
| Bieg na 800 m                 | Molly Beckwith          | 2:01,09  | Erica Moore         | 2:02,26  | Jemma Simpson                  | 2:02,30  |
| Bieg na 1500 m                | Kenia Sinclair          | 4:08,06  | Morgan Uceny        | 4:08,42  | Kalkidan Gezahegne             | 4:08,46  |
| Bieg na 3000 m z przeszkodami | Milcah Chemos Cheywa    | 9:27,29  | Sofia Assefa        | 9:27,37  | Gulnara Samitowa-Gałkina       | 9:29,75  |
| Bieg na 100 m przez płotki    | Danielle Carruthers     | 13,04    | Kellie Wells        | 13,06    | Tiffany Porter                 | 13,11    |
| Skok wzwyż                    | Emma Green              | 1,94     | Blanka Vlašić       | 1,90     | Sheree Francis Melanie Melfort | 1,82     |
| Skok o tyczce                 | Lacy Janson             | 4,27     | Kylie Hutson        | 4,22     | –                              | –        |
| Skok w dal                    | Funmi Jimoh             | 6,48     | Janay DeLoach       | 6,41     | Brittney Reese                 | 6,35     |
| Rzut dyskiem                  | Stephanie Brown Trafton | 62,94    | Gia Lewis-Smallwood | 59,89    | Aretha Thurmond                | 59,38    |
| Rzut oszczepem                | Christina Obergföll     | 64,43    | Sunette Viljoen     | 60,39    | Rachel Yurkovich               | 58,43    |

## Rekordy
Podczas mityngu ustanowiono 1 krajowy rekord w kategorii seniorów:
| Zawodnik      | Reprezentacja | Konkurencja                   | Rezultat |
| ------------- | ------------- | ----------------------------- | -------- |
| Beverly Ramos | Portoryko     | bieg na 3000 m z przeszkodami | 9:45,78  |